# Groveland (Massachusetts)
Groveland – miasto w Stanach Zjednoczonych, w stanie Massachusetts, w hrabstwie Essex.